# Vajdarécse község
Vajdarécse község (románul: Comuna Recea) község Brassó megyében, Romániában. Központja Vajdarécse, beosztott falvai Berivoj, Dezsán, Jás, Netot, Szeszcsor, Szevesztrény.

## Népessége
A 2011-es népszámlálás adatai alapján a község népessége 3118 fő volt.